# Vilallonga de la Salanca
Vilallonga de la Salanca (['bilə'ʎuŋgə], estàndard ['bilə'ʎoŋgə(ðələsə'laŋkə)], en francès Villelongue-de-la-Salanque) és un poble, cap de la comuna del mateix nom, de 3.281 habitants el 2013, de la comarca del Rosselló, a la Catalunya del Nord.
El malnom dels vilallonguets és peus molls i la dita és: Vilallonga la Tua i també A Sant Hipòlit venen l'oli, a Sant Llorenç venen la sal, a Torrelles el vinagre i a Vilallonga l'enciam.

## Etimologia
En aquest cas es tracta d'un nom ja romànic, de caràcter descriptiu: és la vila llarga de la Salanca, atès que el nucli primigeni era allargassat a banda i banda del Camí ral de Perpinyà a Santa Maria la Mar. El terme Salanca és, encara segons Joan Coromines, un derivat del mot comú sal, amb l'afegitó del sufix probablement sorotàptic -anc. Es tractaria així, doncs, d'un terme aplicat a un terreny salí.

## Geografia

### Localització i característiques generals del terme

Situació de la comuna de Vilallonga de la Salanca en el Rosselló

El terme comunal de Vilallonga de la Salanca, de 72.100 hectàrees d'extensió, ès a la zona de l'extrem nord-est de la Plana del Rosselló, a la riba esquerra de la Tet, en la zona al·luvial del quaternari més recent, formada pels al·luvions de l'esmentat riu Tet i de l'Aglí, proper per nord del poble i terme de Vilallonga. El Tet constitueix tot el límit meridional del terme, amb Perpinyà a la zona de Castell Rosselló i amb Canet de Rosselló i el septentrional és l'Agulla de l'Auca, al termenal amb Clairà i Torrelles de la Salanca.
És una plana inundable en dies de grans pluges, sobretot a la capçalera del Tet i de l'Aglí, per la qual cosa es van fer en el seu moment dics de contenció a la vora del Tet, sobretot. També per resoldre els excessos d'aigua es van obrir les agulles de drenatge, complementades pels recs i agulles d'irrigació de les terres de conreu.
Termes municipals limítrofs:
| Clairà   | Torrelles de la Salanca |                    |
| Bonpàs   |                         | Santa Maria la Mar |
| Perpinyà | Canet de Rosselló       |                    |

### El poble de Vilallonga

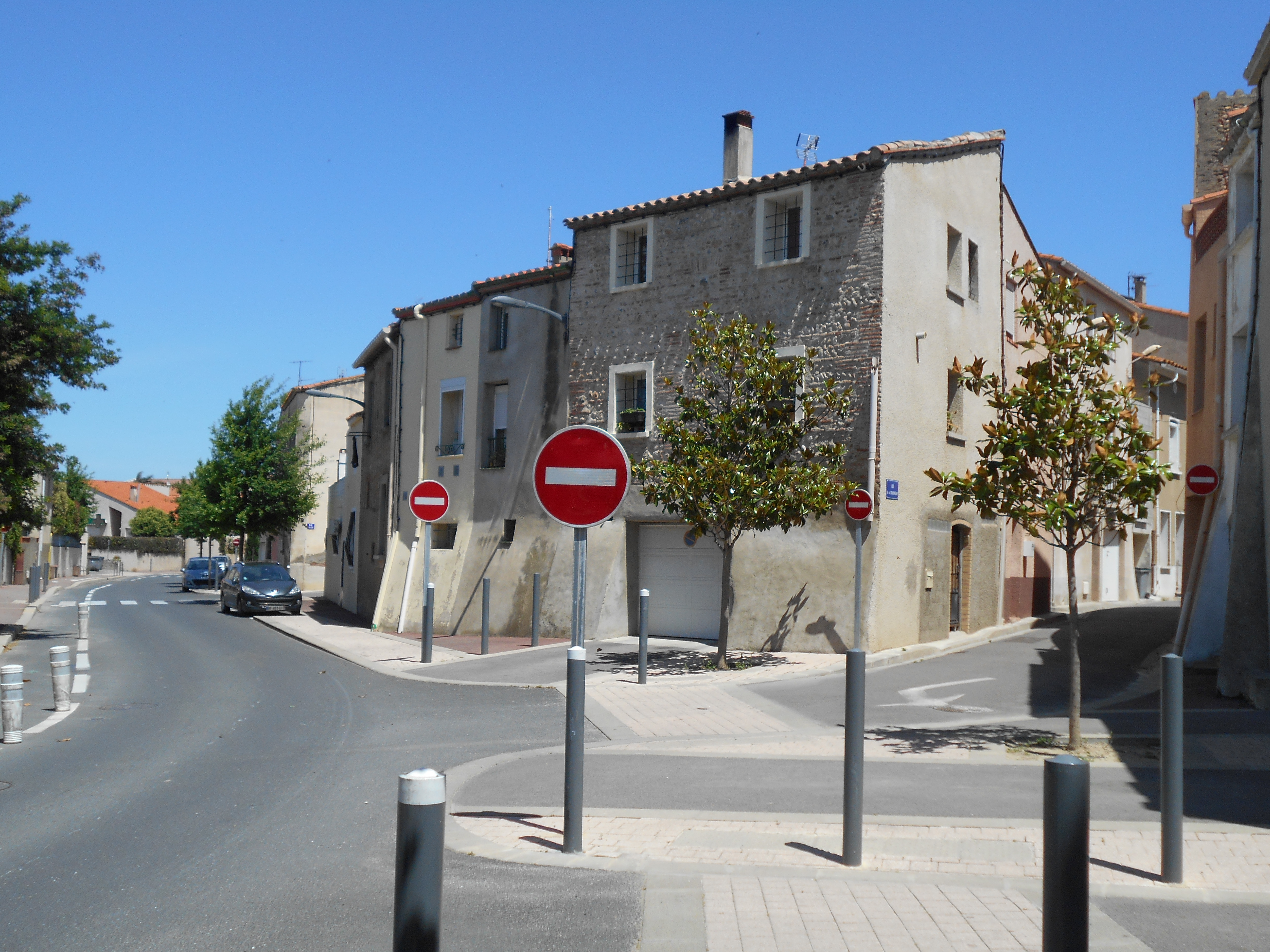
Muralles del barri, la vila nova

El nucli primigeni de Vilallonga de la Salanca és el poble vell, que encara s'anomena la Cellera. És un dels pocs llocs de la Catalunya Nord on aquest terme és encara en ús. A la Cellera hi havia hagut també el Cementiri Vell, a l'entorn d'una part de l'església parroquial de Sant Marcel i del lloc que ocupa una sala municipal construïda vers el 1970.
El nucli primitiu, la cellera, esdevingué fortificat, amb l'església com a punt forta de la força, o fortalesa. El nucli vell esdevingué, doncs, acastellat. Se'n conserva el Portalet i alguns fragments de muralles, sobretot al nord, afegits a la capçalera de l'església. Aquest nucli antic ocupava un espai d'uns 5.000 m2, era de forma circular, però irregular, i feia 88 m d'est a oest i 68 de sud a nord. L'església ocupava un espai central, ja que els límits del recinte de la cellera oscil·len entre 30 i 35 metres a l'entorn de l'església. Aquesta cellera, esmentada com a fortaliciumel 1416, constava a penes amb 5 cases i uns 25 patuum sive domum, és a dir, construccions per a hostatjar bestiar i eines, tal vegada utilitzades com a habitatge, però no cobertes com a cases. La cellera, o fortalicium era separada del barrium, fora muralles, per un mur amb diverses portes (almenys, les dues documentades: el Portal d'Amunt, desaparegut, que era situat al capdamunt -nord- de l'actual Plaça de Sant Joan, i el Portal d'Avall, més tard documentat com a Portalet. El mur tenia com a element defensiu un fossar o vall, també documentat, i amb una Tova (rierol), que alimentava el fossar (cal notar que el rierol que circula actualment pel bolevard de les Corberes encara és anomenat la Toua, i pot ser una desviació moderna del rierol antic). Datava de mitjan segle xiii. El barri més enllà del fossar contingué el forn del poble i algunes cases senyorials construïdes ja al segle xvi.
La gran plaça de Sant Joan, a llevant de l'església parroquial, on hi havia hagut la Casa Rectoral i el seu jardí, era en bona part dins del recinte fortificat, tot i que no era construït. Una torre tardomedieval, de característiques semblants a la de Castellrosselló, fou construïda en part damunt del fossar, quan aquest va ser abandonat, Era de planta circular, i feia 4,38 m de diàmetre exterior.
El barrium, o barri nou, vila nova o raval, com s'anomena en d'altres contrades, era envoltat d'un mur, bastit el 1371, probablement anomenat en el capbreu esmentat mur nou, i un fossar, igualment, i era de prou extensió com per donar lloc al nom que adoptà el poble. vila llonga (llarga).

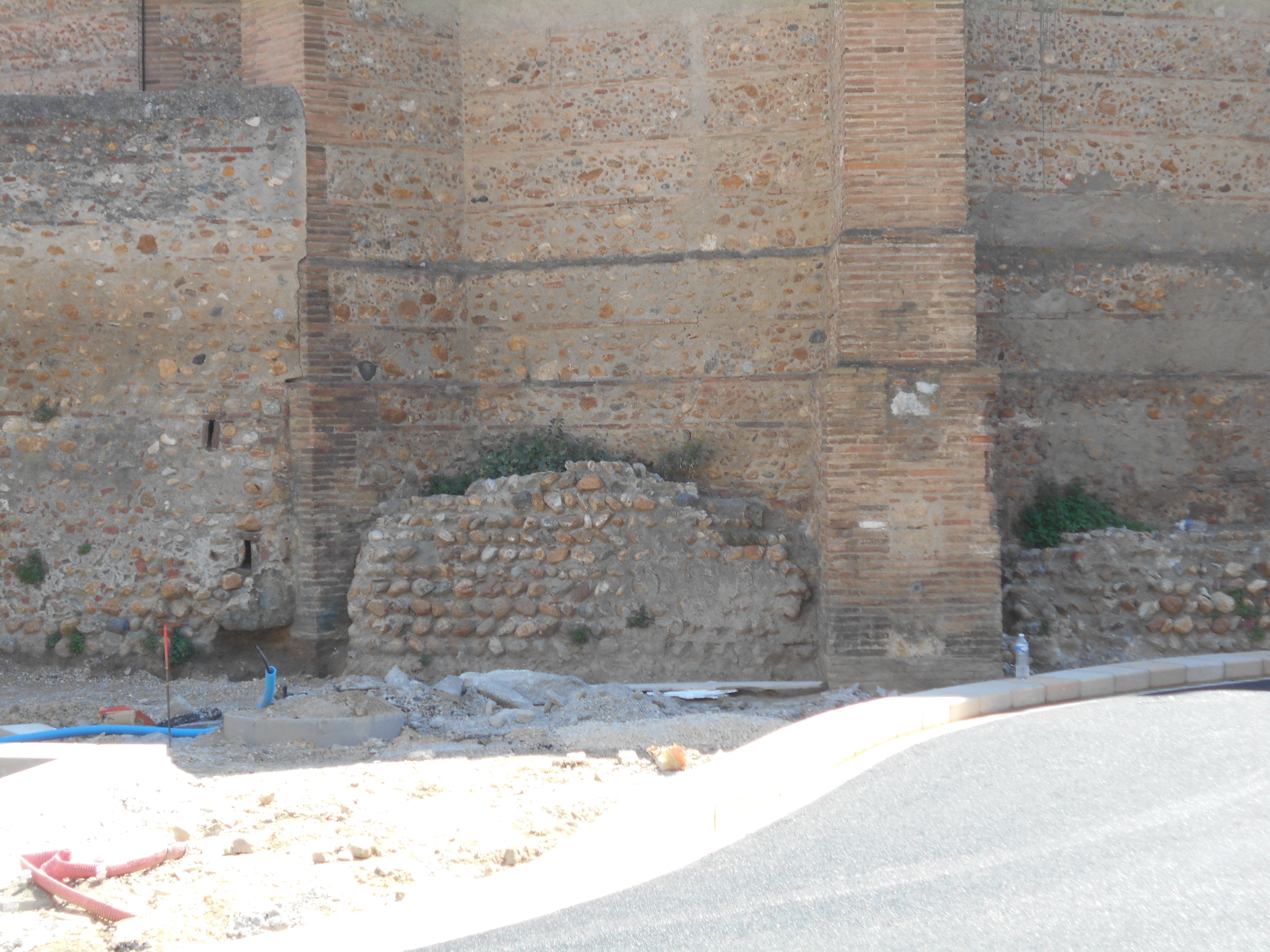
Restes de Muralles a l'absis de l'església parroquial

L'església de Sant Marcel fou refeta del tot al segle xix -consagrada de nou el 1878-, però de forma perpendicular a l'antiga, de manera que, de la vella, se n'han conservat restes a banda i banda de l'entrada principal actual de l'església.
La capella de Sant Sebastià, situada a la perifèria oest del nucli vell, fou absorbida pel creixement del poble a les darreres dècades del segle xx, així com el Pont Nalt de Santa Maria, ara situat a l'extrem oriental del poble i la Tua, en el sector sud-est. La Zona artesanal, situada a l'extrem nord del nucli actual, és la darrera expansió del poble.

### Sant Sebastià
Es tracta d'una capella situada a la zona oest del nucli vell de Vilallonga de la Salanca, actualment absorbida pel creixement urbanístic del poble.

### Sant Esteve del Pi
L'antic poble de Sant Esteve del Pi, amb la seva església, és del tot desaparegut, però se n'ha conservat el nom en una partida del nord del terme.

### Els masos del terme
Com a la major part dels termes de la Plana del Rosselló, l'hàbitat antic estava basat en l'abundor de masos. Aquesta quantitat ha disminuït durant les darreres dècades a causa de la massiva urbanització en molts pobles. A Vilallonga de la Salanca queden tanmateix, alguns masos: Mas Arlabossa, o Mas de la Bossa, Mas Benedetti, o Mas d'en Sorrollós, Mas Carbassa, Mas de l'Hug, o Mas d'en Ramonet, Mas d'en Guals, Mas Gallard, Mas Reinald, un segon Mas Reinald, o Mas del Fill d'en Reinald, Mas Rigola i Mas Riu, o Mas d'en Taner. A part, hi ha també el Molí.

### Els cursos d'aigua
L'únic riu que toca el terme de Vilallonga de la Salanca -i en forma tot el límit meridional- és el Tet. La resta de cursos d'aigua són canals de drenatge i d'irrigació. Entre els primers es troben l'Agulla de l'Auca, l'Agulla Nova i l'Agulla Vella. Entre els d'irrigaació, l'Agulla del Molí, el Rec del Molí, o Regadiu, i el Rec de Vilallonga.
Aquests cursos d'aigua tenien diversos passos a gual, entre els quals destaquen el Pas Curt, el Pas d'en Lladeres i el Pas Llarg, tots tres ara en desús, per la qual cosa els topònims respectius han caigut també en desús. Un pont salvava també un d'aquests cursos, el rec o agulla del Molí. Es tracta del Pont Nalt de Perpinyà.

### El terme comunal
L'àmbit dels topònims de les partides del terme de Vilallonga comprèn alguns noms en ús actualment, però, sobretot, molts de noms antics, ja en desús. Entre els encara existents es troben les Barralles, antigament la Barralla, Camí de Canet, Camí de Clairà, la Colla, la Colomina, la Capella, abans Sant Sebastià, el Crist, Darrer el Molí, l'Eixugador, les Graves, el Marroc, el Molí, Morrolla, les Parets, el Pas de la Barca, el Pas de les Carretes, el Pas dels Porcs, el Pas d'en Lladeres, les Rotes, la Ruta de la Vila, Sant Antoni, Sant Esteve, o Sant Esteve del Pi, Sant Miquel de Forques, la Saurina i la Trilla. Entre els noms antics, ja en desús, trobem els Aiguals, Aigües Vives, l'Aiminada, l'Aixada, l'Allée. l'Arpeta, Aumes, la Barca, les Basses, Borragells, el Bosc, el Bosc dels Moliners, el Bosc de Madama, la Botarada, Camí del Mas, Camí del Molí, Camí de Perpinyà, Camí de Santa Maria, Camí de Torrelles, el Clot de la Font, Cossegall, Costat del Rec, la Creu, la Creueta, l'Encaix, les Escudelles, la Figuerassa (dues de diferents), la Font, el Gorg Llarg, el Gorg Rodon, la Llongaina, la Mata, Menjo Gasans, Morier, la Mota, les Motes, Nostra Senyora, l'Obra, el Pas del Rec, el Pas d'en Curt, el Pas d'en Simon, el Pas d'en Tonet, el Penjat, els Plans, la Recorda, el Roure, Santa Caterina, Sant Pluget, les Sanyes, la Travessa (dues de diferents), la Trugeta i la Vedella.
Una bona part dels topònims de Vilallonga fan referència a camps, prats, vinyes, etcètera, directament relacionats amb el conreu. Entre els noms encara en ús hi ha Camp de la Mata, o, senzillament, la Mata, Camp de l'Espasa, Camp del Mas, Camp del Noguer, Camp dels Flocs, Camp de l'Ull, o, senzillament, l'Ull, les Closes, la Colomina, la Colomina de la Ribera, la Colomina d'en Guerra, la Colomina d'en Tastu, les Cotives, l'Era Vella, una segona Era Vella, anteriorment Camp de l'Era, l'Horta, l'Horta Vella, l'Hort d'en Cardina i les Raïmeres. I entre els antics, ja en desús, Camp de Ferro, Camp de la Capella, Camp de la Disputa, Camp de la Justícia, Camp de la Pubilla, Camp del Bisbe, Camp del Benefici, Camp de l'Om, Camp del Pal, Camp dels Canards, Camp dels Conills, Camp dels Frares, Camp dels Horts, Camp dels Malbissons, Camp dels Salzes, Camp del Tapier, Camp d'en Ferran, Camp d'en Foixonet (n'hi ha dos), Camp d'en Pal·lura, Camp d'en Reinald, Camp d'en Roger, Camp d'en Teula, Camp Llarg, Camp Petit de les Escudelles, Camp Petit de Morrolla, Camp Serrat, la Closa (dues de diferents), la Closa Esteve, la Closa Petita, la Colomina de Bages, la Colomina del Pont, la Colomineta (dues de diferents), l'Era Vella (una altra, diferent de les anteriors), l'Hort d'en Cossegall, els Horts, els Olivers, el Prat Llarg, el Reguet de riu Morrolla i les Vinyetes.

## Activitats econòmiques
L'agricultura és la principal activitat econòmica de Vilallonga de la Salanca. La major part de les terres conreades, gràcies a l'abundor d'aigua, tres quartes parts de l'extensió agrària són dedicades a les hortalisses: carxofes, escaroles, productes primerencs, espàrrecs, enciams, api, tomàquets, julivert, col-i-flors i pastanagues. A la resta es produeix fruita (albercocs, peres i préssecs, sobretot), i una mica de vinya, no tanta com en altres termes rossellonesos, ja que de l'entrada en el Mercat Comú ençà ha anat en retrocés. Tanmateix, el Celler Cooperatiu, dedicat a la vinificació, és encara una de les institucions comercials actives, juntament amb la de Compres Agrícoles, dedicada a la fruita.
A Vilallonga de la Salanca hi ha una Zona artesanal, dedicada a obradors de petites indústries locals.

## Història

### Història medieval
Vilallonga de la Salanca és esmentat des del 934, i després, del 981: Villalonga super flumen Tede, en una confirmació d'un alou de Sant Genís de Fontanes. Des del segle xi, moment en què es construí la primitiva església de Sant Marcel, el senyoriu estigué en mans dels Vilallonga, però a finals del xiii l'hereva dels Vilallonga, Elisenda, casà amb Pauquet de Bellcastell, que ja havia obtingut aquest feu de mans del rei Sanç de Mallorca el 1319, per la qual cosa el senyoriu passà als Bellcastell. El net de Pauquet, Gaucelm de Bellcastell, feu redactar el capbreu que tanta informació ha aportat sobre el poble. El 1466 tornava a passar quelcom semblant: Gallarda de Bellcastell casava amb Francesc d'Oms, i el senyoriu de Vilallonga passà a la família d'Oms.

### Història moderna
El 1508 es construí el campanar de l'església i el segon tram de la nau de l'església (el primer correspon a l'edificació romànica), tal com testimonia una pedra cantonera del cloquer.
El 1653, a ran de la Guerra dels Segadors, el regne de França confiscava les terres rosselloneses a Emmanuel d'Oms, i les atribuïa de primer al duc de Noailles el 1665 per cedir-les al cap de tres anys a Joan Josep de Ponts i de Guimerà, baró de Montclar, qui el llegà en testament a la seva dona i a la seva filla. Aquesta, casada amb el marquès de Rebé, per la qual cosa Vilallonga de la Salanca passà a domini d'aquesta família, que esdevingueren comtes de Bourg. També per matrimoni passà als comtes de Lostange, i després, per herència, al seu nebot, príncep de Montbarey, la família del qual el matingué fins a la Revolució Francesa.

## Comunicacions

### Carreteres
Dues úniques carreteres discorren pel terme de Vilallonga: la D-12 i la D-51.
- La D-12 (D-900/E-15 A-19 - Santa Maria Platja), que enllaça amb l'autovia i l'autopista que travessa el país de nord a sud, passant per Pià, Bompàs, Vilallonga de la Salanca, Santa Maria la Mar i Santa Maria Platja. Porta en 8 quilòmetres fins a l'autovia i l'autopista, 6 fins a Pià, 4 fins a Bompàs, 3 fins a Santa Maria la Mar, i 5 fins a Santa Maria Platja.
- La D-51 (Torrelles de la Salanca - Vilallonga de la Salanca) uneix aquestes dues poblacions en 3 quilòmetres.

### Camins
Els camins que solquen el terme de Vilallonga es poden classificar en diversos grups. D'una banda, els vells camins ara transformats en carreteres: Ruta de Perpinyà, o Ruta de la Via, i Ruta de Santa Maria. De l'altra, els camins que enllacen el poble amb les poblacions veïnes, com el Camí de Bonpàs, o del Molí, el Camí de Bonpàs al Molí, el Camí de Clairà, el Camí de Canet, el Camí de Santa Maria, el Camí de Sant Miquel, o de Perpinyà a Santa Maria, el Camí de Torrelles, el Camí Vell de Canet, el Camí Vell de Perpinyà, el Camí Vell de Santa Maria i la Travessa, o Camí de la Travessa, o Camí de Perpinyà a Santa Maria. Finalment, hi ha els camins interns del terme de Vilallonga: Camí del Camp de les Disputes, Camí de l'Era Vella, Camí de les Graves, Camí d'en Lladeres, Camí de l'Horta Vella, Camí del Mas Nerel, o del Mas Riu, Camí del Pas de les Carretes, Camí de Morrolla, Camí de Sant Antoni, o de la Saurina, i Camí Vell del Camp de l'Ull.

## Demografia

### Demografia antiga
La població està expressada en nombre de focs (f) o d'habitants (h).
| 31 f | 59 f | 17 f | 22 f | 70 f | 81 f | 73 f | 118 f | 327 h | 73 f | 102 f | 342 h |

Font: Pélissier 1986

### Demografia contemporània
| Evolució de la població |      |      |      |      |      |      |      |      |
| 1793                    | 1800 | 1806 | 1821 | 1831 | 1836 | 1841 | 1846 | 1851 |
| 446                     | 456  | 514  | 605  | 571  | 581  | 627  | 780  | 889  |

| 1856 | 1861 | 1866 | 1872 | 1876  | 1881  | 1886  | 1891  | 1896  |
| ---- | ---- | ---- | ---- | ----- | ----- | ----- | ----- | ----- |
| 859  | 816  | 903  | 972  | 1.005 | 1.041 | 1.093 | 1.145 | 1.194 |

| 1901  | 1906  | 1911  | 1921  | 1926  | 1931  | 1936  | 1946  | 1954  |
| ----- | ----- | ----- | ----- | ----- | ----- | ----- | ----- | ----- |
| 1.244 | 1.304 | 1.284 | 1.298 | 1.279 | 1.390 | 1.375 | 1.282 | 1.406 |

| 1962  | 1968  | 1975  | 1982  | 1990  | 1999  | 2006  | 2007  | 2012  |
| ----- | ----- | ----- | ----- | ----- | ----- | ----- | ----- | ----- |
| 1.540 | 1.642 | 1.548 | 2.027 | 2.139 | 2.461 | 2.856 | 2.912 | 3.229 |

Fonts: Ldh/EHESS/Cassini fins al 1999, després INSEE a partir deL 2004

### Evolució de la població

Evolució de la població

## Administració i política

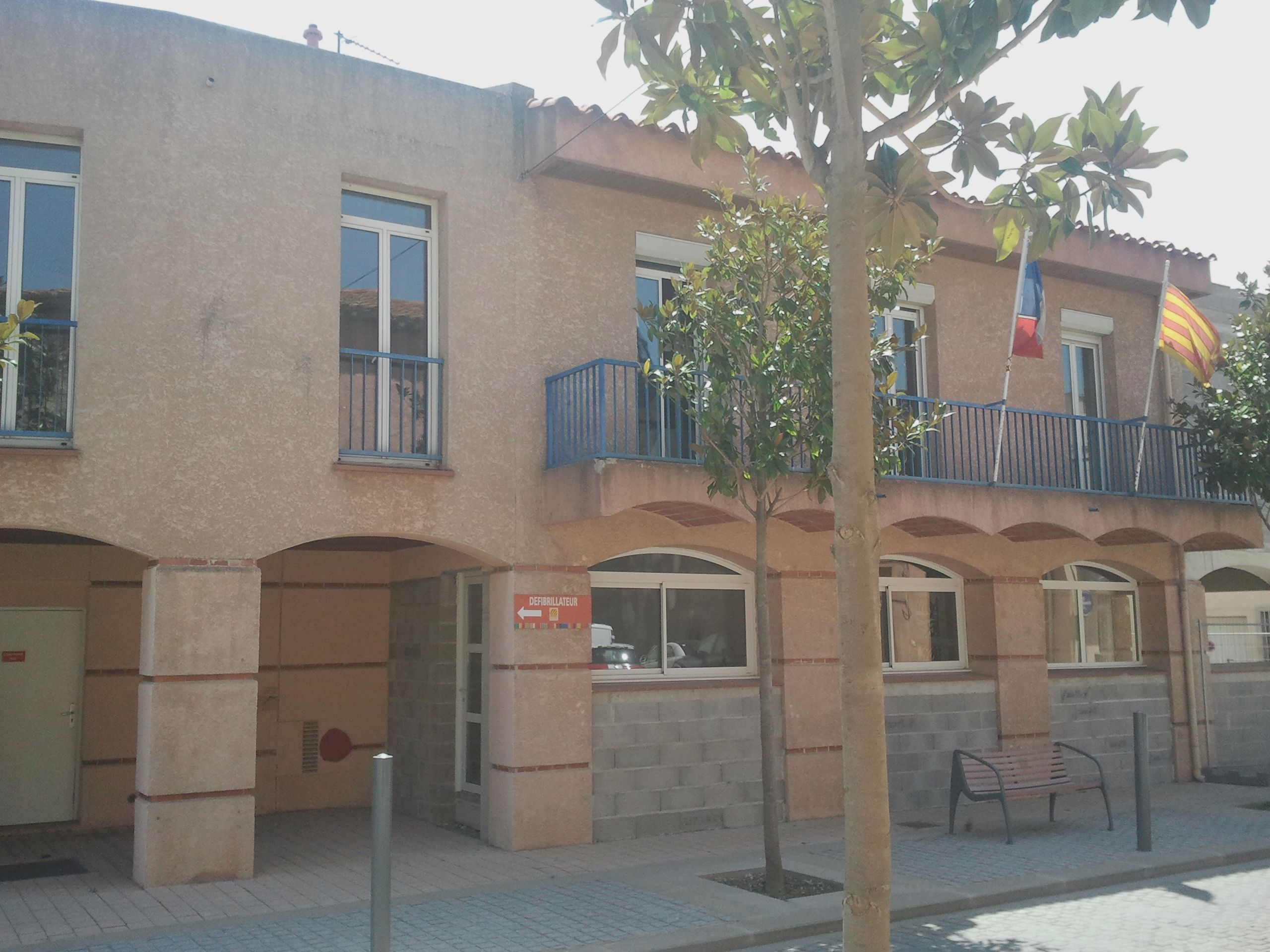
La Casa de la Vila

### Els batlles[11]
| Període                         | Nom                    | Opció política | Comentaris |
| ------------------------------- | ---------------------- | -------------- | ---------- |
| 1790 – 1793                     | Marcel Colomer         |                |            |
| 1793 – 1794                     | Joseph Bertran         |                |            |
| 1794 – 1797                     | Thomas Vilanove        |                |            |
| 1797 – 1800                     | Théodore Vignau        |                |            |
| 1800 – 1807                     | Pierre Bedos           |                |            |
| 1807 – 1813                     | Honoré Vignau          |                |            |
| 1813 – 1821                     | Jacques Vilanove       |                |            |
| 1821 – 1825                     | Assicle Jonqueres      |                |            |
| 1825 – 1831                     | Hiacinthe Cairol       |                |            |
| 1831 – 1832                     | Sébastien Ablard       |                |            |
| 1832 – 1841                     | Jacques Urgell         |                |            |
| 1841 – 1843                     | Joseph Salgues         |                |            |
| 1843 – 1848                     | Jean Ducassi           |                |            |
| 1848 – 1855                     | Joseph Ferre           |                |            |
| 1855 – 1858                     | Joseph Calcine         |                |            |
| 1858 – 1865                     | Gaspar Cayrol          |                |            |
| 1865 – 1870                     | François Jonqueres     |                |            |
| 1870 – 1871                     | François Gaspar Cayrol |                |            |
| 1871 – 1881                     | François Jonqueres     |                |            |
| 1881 – 1896                     | Maurice Pallure        |                |            |
| 1896 – 1908                     | François Jonqueres     |                |            |
| 1908 – 1913                     | Auguste Carrere        |                |            |
| 1913 – 1921                     | Jean Gailly            |                |            |
| 1921 – 1925                     | Joseph Marques         |                |            |
| 1925 – 1935                     | Fernand Balsan         |                |            |
| 1935 – 1941                     | Étienne Ducassy        |                |            |
| 1941 – 1943                     | Louis Courty           |                |            |
| 1943 – 1944                     | Léon Tastu             |                |            |
| 1944 – 1955                     | Aristide Martre        |                |            |
| 1955 – 1959                     | Justin Riu             |                |            |
| 1959 – 1983                     | Émile Cortale, Milú    |                |            |
| 1983 – 1989                     | René Macabies          |                |            |
| 1989 – Març del 2008            | Germain Vignau         |                |            |
| Març del 2008 – Juliol del 2020 | José Lloret            |                |            |
| Juliol del 2020 – Moment actual | Whueymar Deffradas     |                |            |

### Legislatura 2014 - 2020

#### Batlle
- José Lloret.

#### Adjunts al batlle[12]
- 1a: Corinne Deviers
- 2n: Michel Cristine
- 3a: Thérèse Pallure-Gironella
- 4t: Bernard Bousquet
- 5è: Marie Maillach-Rosat
- 6è: Bouabdellah-Bob Djalout.

#### Consellers municipals
- Serge Brunet
- Valérie Brunet-Rovira
- Dominique Carbasse
- Philippe Cella
- Julie Clos
- Whueymar Deffradas
- Laurent Doreau
- Bernard Eychenne
- Marie-Dominique Ferrer-Roger
- Marie-Christine Gaillard-Canal
- Chantal Gibeaux-Gillet
- Pierre Mouliné
- Marcelle Parent-Helias
- Olivier Pinault
- Laure Ribera-Briaut
- Brigitte Sirejol-Parent.

### Adscripció cantonal
Amb motiu de les eleccions departamentals del 2015, Vilallonga de la Salanca ha estat inclòs en el nou Cantó de Perpinyà-2, cantó número 7, format per Bonpàs, Santa Maria la Mar, Vilallonga de la Salanca i els districtes del nord-est de Perpinyà. Els consellers departamentals triats en aquesta elecció per aquest cantó han estat Joëlle Anglade, de l'UMP, adjunt al batlle de barri del sector de Perpinyà Est, i Jean Sol, de l'UMP, conseller municipal de Bonpàs.

## Ensenyament i cultura
Hi ha dues escoles per a la mainada del poble: L'Escola Maternal Pública de Vilallonga de la Salanca i l'Escola Primària Jules Ferry. Per als adolescents i joves, la continuïtat dels estudis es troba als col·legis i liceus, situats a Sant Llorenç de la Salanca, Canet de Rosselló o Perpinyà.
Al costat de l'Escola Maternal, el poble disposa d'unes sales d'usos polivalents, esportius i culturals. Es tracta de l'Espai Joffre, on destaca la sala Charles Trenet, on se solen fer diveros tipus de conferències i actes culturals al llarg de l'any.

## Personatges cèlebres
- Joan-Pere Pujol (1946-), escriptor, militant catalanista, autor de llibres sobre l'esoterisme i el catalanisme
- Joseph Coste (1892-), militar de la primera guerra mundial